# Butylcarbamate d'iodopropynyle
Le butylcarbamate d'iodopropynyle - en anglais : Iodopropynyl butylcarbamate (IPBC) - entre dans la composition des crèmes solaires et des lotions pour la peau. Il est également présent dans la lasure pour le traitement du bois, à cause de ses propriétés fongicides et bactéricides.
1. ↑  Masse molaire calculée d’après « Atomic weights of the elements 2007 », sur www.chem.qmul.ac.uk.